# Ramiro Fernández Valbuena
Ramiro Fernández Valbuena (Huelde, León, 14 de marzo de 1847-Santiago de Compostela, 4 de marzo de 1922) fue un sacerdote, teólogo, filólogo, historiador y orientalista español. Obispo titular de Escilio, obispo auxiliar de Santiago de Compostela y senador español (1919-1920). En ocasiones aparece nombrado como Ramón Fernández y Balbuena.

## Biografía
Ramiro Fernández Valbuena nació en Huelde, pueblo de la provincia de León desaparecido desde 1987 bajo las aguas del embalse de Riaño, el 11 de mayo de 1848. Inició los estudios humanísticos en la cátedra de latinidad de Lois con el dómine Laureano José García. Cursó, seguidamente, los estudios eclesiásticos en el Seminario Mayor de León. Ordenado presbítero el 7 de junio de 1873, fue profesor de filosofía en el Seminario de León y párroco en San Salvador de León y en Riaño. Licenciado en Teología por el seminario central de Sevilla, ganó la canonjía de Lectoral de Badajoz, donde desempeñó el cargo de rector del Seminario. En 1885 obtuvo en el seminario central de Valencia el Doctorado en Teología y la licenciatura en Derecho Canónico en una sola convocatoria. Transcurridos unos años, pasó a la Iglesia Primada de Toledo como canónigo Penitenciario, primero, y posteriormente Lectoral. En Toledo fue rector del Seminario Metropolitano de San Ildefonso y recibió en 1904 de Pio X la dignidad de prelado doméstico de su santidad. 

### Obispo
Ramiro Fernández Valbuena fue designado como obispo titular de Escilio y obispo auxiliar de Santiago de Compostela el 7 de junio de 1911, bajo el pontificado de Pío X, a la edad de sesenta y cuatro años, recibiendo el 12 de noviembre de 1911 el Sacramento del Orden de manos del cardenal, arzobispo de Santiago de Compostela, Mons. José María Martín de Herrera y de la Iglesia, teniendo como principales co-consagrantes a Mons. Valeriano Menéndez y Conde (obispo de Tuy) y Mons. Juan José Solís y Fernández (obispo de Mondoñedo). Fueron sus padrinos la condesa de Bornos, M.ª Asunción Ramírez de Haro y Crespi de Valldaura, y el conde de Guevara.
En 1915 fue presidente de la Junta creada para organizar el Año Santo Compostelano, cargo desde el que acuñó un sello especial y consiguió que se repartieran bonos para la comida en la Cocina Económica, descuentos en los trenes y otras facilidades para los peregrinos.
Fue designado Senador por el Arzobispado de Santiago de Compostela, en la legislatura 1919-1920, jurando el cargo el 19 de noviembre de 1919. Como senador llevó a cabo una activa gestión en defensa del orden social y de los principios religiosos que consideraba debían estar presentes en las leyes del Estado español.
Desempeñó el cargo de obispo auxiliar de Santiago de Compostela desde 1911 hasta el año de su muerte en 1922, teniendo siempre como arzobispo a José María Martín de Herrera y de la Iglesia, que murió unos meses más tarde.

### Otros reconocimientos
Académico correspondiente de la Real Academia de Bellas Artes y Ciencias Históricas de Toledo
En octubre de 1920 se llevó a término la conmemoración del IX centenario del Fuero de León. D. Ramiro Fernández Valbuena, pronunció en la SI Catedral de León el discurso “Las dos patrias”.
León honra su memoria con una calle en el centro de la ciudad, que ha perdido el primer apellido, calle Ramiro Valbuena, que va de la plaza de la Inmaculada a la calle Padre Isla.

## Obras
Dejando a un lado los opúsculos, las obras de la polémica antikrausista y los ensayos de derecho canónico, escribió fundamentalmente sobre la historia de España y del Oriente Antiguo. A la historia española dedicó un volumen acerca de Recaredo y otro sobre la Inquisición. 

### Oriente Antiguo
Sobre la historia del Oriente Antiguo publicó nueve libros: cuatro relativos a Egipto y Mesopotamia; otro titulado La arqueología grecolatina ilustrando el evangelio; otro sobre La Sagrada Escritura como fuente histórica; dos obras menores: ¿Cubrió el diluvio toda la tierra? y El testamento de las piedras. Y la obra de madurez: La religión a través de los siglos: Estudio histórico comparativo de las religiones de la humanidad.
Su obra más importante son los cuatro volúmenes de Egipto y Asiria resucitados (1895-1905), donde pese a su título se centra sobre todo en la historia bíblica de Israel, que estudia a la luz de los descubrimientos arqueológicos y de textos egipcios y caldeos. En ella realizó interesantes comentarios sobre los jeroglíficos egipcios y la escritura cuneiforme e incorporó textos asirios y babilonios ya traducidos, adjudicándolos una gran importancia para conocer la historia de las regiones orientales. Según el acta de la Real Academia de la Historia en que se da cuenta de la recepción de esta obra, era la primera sobre el tema que se publicaba en España.

### Polémica contra el krausismo
Brillante y fervoroso apologista de la fe católica, militó doctrinalmente en las líneas del tomismo, desde cuyos supuestos criticó largamente al krausismo. En la década de los 80 del siglo XIX, durante su estancia en Badajoz, sostuvo ruidosas polémicas en El Avisador de Badajoz con el pensador krausista Tomás Romero de Castilla, de forma que se transformó en una de las primeras figuras de la apologética antikrausista de entonces.

### Polémica contra el darwinismo
Todavía en Badajoz protagonizó desde las páginas de El Avisador de Badajoz (órgano oficioso del obispado) una campaña contra Máximo Fuertes Acevedo, que había publicado un libro (El darwinismo, sus adversarios y sus defensores) sobre el darwinismo en 1883. R. Fernández Valbuena, bajo el seudónimo de Clara de Sintemores, lanzó una cruzada contra Darwin y Fuertes Acevedo no exenta de acritud e ironía, como se aprecia en estos versos: “El amebo o amiba / Que del agua nació con alma viva, / Cuando le dio la gana / En pez se transformó sino fue en rana. / Ensanchando más tarde sus pellejos / Formó varios bichejos./ De estas transformaciones como fruto / Resultó el Director de un Instituto. / Si este sigue la norma / Veremos en qué bicho se transforma”. La polémica acabó con la destitución de Fuertes Acevedo como director del Instituto de Badajoz. Los artículos de fueron recogidos en 1887 en un libro con el título El Darwinismo en Solfa.
En una serie de cartas publicadas en el periódico carlista El Correo Español (a cuya causa se adscribía Fernández Valbuena) mantuvo una polémica con el dominico Juan González Arintero acerca de la extensión del Diluvio universal, pues el padre Arintero consideraba, en contra de su parecer, que el diluvio no había cubierto toda la Tierra.

## Publicaciones
- ¿Católico o krausista?, observaciones acerca de la ortodoxia del krausismo. Badajoz, 1882.
- ¿Se opone el Krausismo a la Fe Católica?. Badajoz: Tipografía La Minerva Extremeña, 1883.
- Con Tomás Romero de Castilla, ¿Se opone el krausismo a la Fé Católica? Opúsculos en pró y en contra de los señores Fernández Valbuena y Romero de Castilla, 1883.
- Egipto y Asiria resucitados. Toledo, 1895-1905, 4 vols. (1895, 1898, 1901 y 1905).
- ¿Cubrió el Diluvio toda la tierra? Cartas al P. Arintero. Toledo: Imprenta de Menor hermanos, 1897.
- Las dos patrias: Discurso, 1921.
- Copérnico ante el criterio católico, 1897.
- La Arqueología Greco-latina illustrando el Evangelio, 1909.
- Con Tomás Romero de Castilla, Se opone el krausismo a la Fé Católica?: Opúsculos en Pro y en contra, 1882.
- Los últimos sacramentos, 1906.
- La luz del Vaticano: Estudio sintético de las encíclicas de León XIII, 1888.
- Conferencia sobre la necesidad del estudio de la Biblia, 1912.
- La salud espiritual y temporal de los niños, 1892.
- ¿De Santo Tomás o de Krause?: Disonancias armónico-tomistas: ó sea la Teodicea de Krause refutada con la doctrina de Santo Tomás, 1882.
- La Arqueología Greco-latina ilustrando el Evangelio, 1909-1910, 2 vols.
- La"bet Ham-midrás" ó "casa de estudio" de los judíos en Toledo, s. a.
- La religión a través de los siglos: Estudio histórico comparativo de las religiones de la humanidad, 1918.
- La herejía liberal, 1893.
- La voz de la Iglesia Española, 1903.

| Predecesor: Edmond Francis Prendergast | Obispo titular de Escilio 1911 - 1922               | Sucesor: Benjamin Joseph Keiley |
| Predecesor: Severo Araujo Silva        | Obispo auxiliar de Santiago de Compostela 1911-1922 | Sucesor: Justo Rivas Fernández  |